# Ciroza jeter
Jetrna ciroza (tudi zgrbančenje jeter) je bolezenska sprememba jeter, s spremembo zgradbe in razporeditve tkiva, propadanjem jetrnih celic (hepatocitov), fibrozo, regeneracijo in motnjo funkcije.  Do cirotičnih bolezenskih sprememb pride zaradi dolgo časa obstoječe jetrne poškodbe. Običajno se bolezen razvija počasi v roku več let. V začetku načeloma bolnik ne izkuša nikakršnih simptomov, ko pa bolezen napreduje, se lahko pojavijo utrujenost, splošna oslabljenost, srbež, otekline spodnjih okončin, zlatenica, nagnjenost h krvavitvam, trebušna vodenica ter pajkaste žile na koži. Tekočina, ki se nabira v trebušni votlini, se lahko okuži. Drugi zapleti so med drugim še jetrna encefalopatija, krvavitev iz varic požiralnika ter jetrnocelični rak. Jetrna encefalopatija vodi v zmedenost in lahko povzroči nezavest.
Cirozo jeter pogosto povzročijo alkoholizem, hepatitis B, hepatitis C in nealkoholna maščobna bolezen jeter. Načeloma je pri alkoholizmu potrebno vsakodnevno zaužitje dveh do treh enot alkoholnih pijač v trajanju več let, da se razvije ciroza. Nealkoholno maščobno bolezen jeter povzročajo različna bolezenska stanja, kot so debelost, sladkorna bolezen, hiperlipidemija (zvišane vrednosti maščob v krvi) in povišan krvni tlak. Redkeje jetrno cirozo povzročajo avtoimunski hepatitis, primarna biliarna ciroza, hemokromatoza, uživanje nekaterih zdravil ali žolčni kamni. Za cirozo je značilno nadomeščanje normalnega jetrnega tkiva z zabrazgotinjenim (fibroznim) tkivom. Te spremembe zmanjšajo jetrno funkcijo. Diagnoza temelji na krvnih testih, pregledom in jetrni biopsiji.
Ciroza, ki jo povzroča okužba z virusom HBV, se lahko prepreči s cepljenjem proti HBV. Zdravljenje ciroze je odvisno od vzroka; cilj zdravljenja je običajno preprečitev poslabšanja stanja in zapletov. Priporoča se izogibanje alkoholu. Če je vzrok okužba z virusom hepatitisa B ali C, obstaja učinkovito protivirusno zdravljenje, medtem ko se lahko avtoimuni hepatitis zdravi s kortikosteroidi. Ursodiol je lahko učinkovito zdravilo, če cirozo povzroča zapora žolčevoda. Nekatere druga zdravila se uporabljajo za lajšanje zapletov, kot so oteklina, jetrna encefalopatija ter dilatirane požiralnikove varice. V hudih primerih je lahko potrebna presaditev jeter.
Leta 1990 je zaradi ciroze jeter po ocenah na svetu umrlo 0,8 milijona ljudi, leta 2013 pa že 1,2 milijona. V letu 2013 je 384.000 primerov povzročil hepatitis C, 317.000 pa hepatitis B.

## Diagnoza
Zlati standard za diagnozo ciroze jeter je biopsija. Histološko je cirozo mogoče opredeliti kot mikronodularno ali mešano, vendar je ta uvrstitev opuščena, ker je nespecifična, saj se lahko spreminja, ko bolezen napreduje in so serološki označevalci veliko bolj specifični. Vendar pa biopsija ni potrebna, če klinični, laboratorijski in radiološki podatki kažejo na cirozo. Biopsija nosi majhno, a pomembno tveganje - zaradi ciroze se lahko  biopsija jeter zaplete.

## Ultrazvok
Ultrazvok se redno uporablja pri ocenjevanju ciroze, saj lahko pokaže tudi mala in modularna napredovanja ciroze jeter. Z njim se tudi odkrivajo karcinom jetrnih celic, portalna hipertenzija in Budd-Chiarijev sindrom (z oceno pretoka v venah jeter).
Nov tip naprave, FibroScan (prehodna elastografija), uporablja elastične valove za določitev togosti jeter, kar se lahko teoretično pretvori v rezultat na lestvici METAVIR. Ta proizvaja ultrazvočno podobo jeter (20–80 mm), skupaj s prepoznavanjem pritiska (v kPa.) Test se opravi veliko hitreje kot biopsija (po navadi traja 2,5–5 minut) in je popolnoma neboleč. Prikazuje razumno korelacijo s prikazom ciroze. 
Drugi testi se izvajajo v posebnih okoliščinah, vključujejo CT/MRI žolčevoda (MRCP).

## Endoskopija
Gastroskopija (endoskopski pregled požiralnika, želodca in dvanajstnika) se izvaja pri bolnikih s cirozo, kjer je izključena možnost biopsije. Če se ugotovi, se lahko uporabi preventivno lokalno zdravljenje z beta zaviralci.
Redko so vzrok ciroze bolezni žolčevodov, kot je primarni sklerozirajoči holangitis. Ultrazvok žolčevoda, kot EROO ali MRCP, lahko dokaže nepravilnosti pri teh bolnikih in pomaga pri diagnozi.

## Patologija karcinoma
Makroskopsko so jetra v začetku povečana, vendar ob napredovanju bolezni postanejo manjša. Njihova površina je neenakomerna, jetra postanejo čvrste konsistence in pogosto rumene barve (če je prisotna steatoza). Glede velikosti vozlov obstajajo tri vrste: mikronodularna, makronodularna in mešana ciroza. V mikronodularni obliki (Laennova ciroza) so regeneracijski vozlički manjši od 3 mm, v makronodularni cirozi so vozlički večji od 3 mm, mešana ciroza pa je sestavljena iz vozlov različnih velikosti.

## Zdravljenje
Načeloma poškodbe jeter zaradi ciroze ni mogoče pozdraviti, vendar lahko zdravljenje ustavi ali podaljša napredovanje in zmanjša zaplete. Priporočljiva je zdrava prehrana, saj je lahko ciroza dolgotrajen proces. Potrebno je natančno spremljanje bolezni in napredovanje ciroze. Odvajala, kot je laktuloza, lahko zmanjšajo tveganje za zaprtje, njihova vloga pri preprečevanju encefalopatije pa je omejena.

## Epidemiologija
Ciroza in kronična bolezen jeter sta bili leta 2001 v Združenih državah Amerike deseti najpogostejši vzrok smrti pri moških in dvanajsti pri ženskah; tam umre okoli 27.000 ljudi vsako leto za posledicami jetrne ciroze oziroma kronične jetrne bolezni. Tudi strošek ciroze v smislu človeškega trpljenja, zdravljenja v bolnišnici ter manjše produktivnosti je visok.
Od dneva postavitve diagnoze je smrtnost v desetih letih 34–66 %. V veliki meri je ta odvisna od vzrokov ciroze. Alkoholna ciroza ima slabšo napoved kot primarna biliarna ciroza in ciroza zaradi hepatitisa. Tveganje smrti zaradi vseh vzrokov se je povečalo za dvanajstkrat. Četudi se ne upošteva neposredne posledice bolezni jeter, je še vedno petkrat povečano tveganje za smrt bolezni v vseh kategorijah.